# Helene Amalie Krupp
Helene Amalie Krupp (* 10. Juli 1732 in Essen; † 9. Mai 1810 ebenda) kann als Begründerin der Krupp-Dynastie angesehen werden. Ihr breit sortimentiertes Handelsunternehmen hatte jedoch mit der späteren Friedrich Krupp AG und der heutigen Thyssen Krupp AG bloß den Familiennamen gemeinsam.

## Leben und Wirken
Helene Amalie Aschersfeld war die Tochter von Peter Heinrich Aschersfeld und dessen Frau Anna Maria Hartmann. Bereits ihr Großvater Goswin Aschersfeld war als Händler nach Essen gekommen und ihre Eltern gehörten zu den wohlhabenden Kreisen der Stadt. Helene Amalie heiratete 1751 den wesentlich älteren Kaufmann Friedrich Jodocus Krupp (1706–1757), mit dem sie zwei Kinder hatte. Nach dem Tod ihres Mannes erbte sie dessen Kolonialwarengeschäft und führte es weiter unter dem Namen „Firma Wittib Krupp“. Als erfolgreiche Geschäftsfrau erweiterte sie das Lebensmittel- und Gewürzsortiment und begann den Handel mit Tuchen, Leinwänden und Porzellan. Sie baute die bereits bestehenden Geschäftsbeziehungen in die Niederlande aus und knüpfte neue Beziehungen nach England und Norddeutschland. Von 1759 bis 1800 betrieb sie zudem eine Produktion von Schnupftabak. Das erwirtschaftete Vermögen reinvestierte sie in Landbesitz, den sie verpachtete; sowie in Anteile an Mühlen, Bergwerken und Zechen.
1799 erwarb Helene Amalie Krupp auch die zweitälteste Eisenhütte im späteren Ruhrgebiet, die Sterkrader Gutehoffnungshütte. Angesichts personeller und technischer Schwierigkeiten war die zu einem überhöhten Preis erworbene Hütte ein Verlustgeschäft, welches sie 1807 auf ihren Enkel Friedrich Krupp übertrug, der es sanieren sollte. Der erst 20-Jährige wirtschaftete die Hütte jedoch weiter herunter, und Krupp machte das gesamte Geschäft rückgängig und verkaufte die Hütte stattdessen 1808 an die Familie Haniel. Der Kauf von „Gute Hoffnung“ wurde später als einziger Fehlgriff ihrer 50-jährigen unternehmerischen Tätigkeit gewertet.
Das Erbe wurde von ihrem Enkel Friedrich Krupp vollständig in seine langen, oft fehlgeschlagenen Versuche investiert, Gussstahl herzustellen. Erst durch die unternehmerische Beharrlichkeit von Friedrichs Witwe Therese Krupp und des gemeinsamen Sohnes Alfred Krupp, Helenes Urenkel, gelang später die Schaffung der erfolgreichen Stahlschmelze, die gegen 1850 zur Keimzelle des noch heute bestehenden Konzerns Thyssen Krupp AG wurde.

## Ehrungen
Die Zeche Vereinigte Helene-Amalie sowie die Helenenstraße in Essen-Altendorf sind nach ihr benannt.